# Glas (Roman)
Glas (Originaltitel: The Dark Tower IV – Wizard and Glass) ist der Titel eines im Jahre 1997 veröffentlichten Romans des Schriftstellers Stephen King und bildet den vierten Band der achtbändigen, düsteren Fantasy-Saga, die unter dem Titel Der Dunkle Turm bekannt ist. Die Hintergründe dieses Romanzyklus sind im dortigen Artikel ausführlich dargestellt.

## Inhalt
Das Buch beginnt mit der Fortsetzung des Rätselwettbewerbs. Dieser endet damit, dass Eddie sich den Kopf zerbricht und letztendlich Blaine den Mono mit Unlogik besiegt (Wie kam das tote Baby überhaupt auf die Straße? Weil es auf dem Huhn festgetackert war.). Der Revolvermann, welcher zuvor die „blöden“ Rätsel verschmäht hatte, muss nun anerkennen, dass selbst Unlogik manchmal weiterhilft.
Die Reise endet damit, dass der schizophrenen Intelligenz namens Blaine die dipolaren Schaltkreise durchbrennen, was Eddie mit mehreren Schüssen in den Computer von Blaine noch beschleunigt, und der Zug so noch rechtzeitig zum Stillstand kommt.
Das Ka-Tet steigt in einer „neuen“ Welt aus, in welcher es Automarken wie den Takuro Spirit und Baseball-Mannschaften wie die Kansas City Monarchs gibt. In Eddies und Jakes „wann und wo“ gab es diese Automarke und Baseball-Mannschaft nicht.
In einer übrig gebliebenen Zeitung erfahren sie, dass der Ort, an dem sie sich befinden, nur wenige Jahre nachdem Roland Eddie „gezogen“ hat (siehe „Drei“), von einer Super-Grippe namens Captain Trips heimgesucht wurde (siehe „The Stand“).
Wieder einmal stellen sie fest, dass es noch „andere Welten als diese“ gibt und jede von verschiedenen Schicksalen heimgesucht wird. Doch keines dieser Schicksale ist gut und alle sind abhängig vom Bestehen des Dunklen Turms.
Jedenfalls setzen sie ihren Weg auf einem Highway fort und stoßen auf eine Schwachstelle, eine Bruchstelle im Raum-Zeit-Kontinuum, welche ölig schimmernd vor sich hinflüstert (und dieses Flüstern setzt den Reisenden ganz schön zu).
Als sie endlich aus der Reichweite der Schwachstelle sind, erspähen sie in der Ferne ein glasiges Schimmern, das sich über den Highway erhebt.
Roland fordert sein Ka-Tet zur Rast auf und erzählt ihnen eine lange Geschichte aus seiner Jugend (von dieser Geschichte handelt der Großteil des Buches).
Diese Geschichte schließt an eine Jugendgeschichte aus „Schwarz“ an.
Rolands Vater will ihn und seine Freunde weg aus der Schusslinie des „Guten Mannes“ (John Farson) haben und schickt sie in eine kleine Baronie namens Mejis.
Dort geben sie sich als Söhne von Ranchern und Viehzüchtern aus, die als Strafe eine großräumige Inventur abhalten sollen.
Dabei stoßen sie auf Verrat und Intrige, gescheiterte Revolvermänner, die sich selbst „Sargjäger“ nennen, eine widerliche Hexe und eine mysteriöse rosafarbene Glaskugel.
Und Roland lernt dort seine erste (und einzige) große Liebe kennen: Susan.
Diese Faktoren würfelt Stephen King zu einer Geschichte ohne Happy End zusammen, die auch einen ordentlichen Showdown hat (wobei eine Schwachstelle eine wichtige Rolle spielt), in welchem Roland überhaupt erst auf die Suche nach dem Dunklen Turm gebracht wird, sozusagen der Anfang seiner Besessenheit. Diese fordert aber auch gleich ihr erstes Opfer: Susan.
Dann befinden die Leser sich wieder mit Roland und seinem Ka-Tet auf dem Highway und sie nähern sich dem gläsernen Schimmern, das sich als ein Palast aus Glas entpuppt.
Bevor sie ihn erreichen, entdecken sie noch fünf Paar rote Schuhe und erlangen mit ihnen den Zutritt zu dem Palast (ähnlich wie in der Geschichte: Der Zauberer von Oz).
In dem Palast stoßen sie tatsächlich auf Randall Flagg und einen Gehilfen, welchen Flagg aus der Stadt Lud (siehe „Tot“) gerettet hatte. Es kommt zu einem kurzen Kampf und einem Gespräch mit Flagg, der unerreichbar auf einem riesigen Thron steht.